# Anapistula appendix
Anapistula appendix är en spindelart som beskrevs av Yan-Feng Tong och Shu-Qiang Li 2006. Anapistula appendix ingår i släktet Anapistula och familjen Symphytognathidae. Inga underarter finns listade i Catalogue of Life.